# Maia Basket Clube
O Maia Basket Clube, também conhecido como Maia Basket ou como MBC,  é uma equipa de basquetebol localizada na cidade de Maia, Portugal que atualmente disputa a Proliga. Foi fundado no dia 30 de junho de 1997 e realiza os seus jogos no Pavilhão Municipal Nortecoope.

## Temporada por temporada
| Temporada | Nível | Liga    | Posição | Pós-temporada      |
| --------- | ----- | ------- | ------- | ------------------ |
| 2012-13   | 2     | ProLiga | 1       | Promovidofinalista |
| 2013–14   | 1     | LPB     | 11      |                    |
| 2014-15   | 1     | LPB     | 9       |                    |
| 2015-16   | 1     | LPB     | 11      |                    |
| 2016-17   | 1     | LPB     | 12      | Rebaixado          |
| 2017-18   | 2     | ProLiga | 3       | Semifinalista      |
| 2018-19   | 2     | ProLiga | 2       | Promovidofinalista |
| 2019-20   | 1     | LPB     |         | Cancelado Covid    |
| 2020-21   | 1     | LPB     | 13      | Rebaixado          |

fonte:eurobasket.com

## Artigos relacionados
- Liga Portuguesa de Basquetebol
- Proliga
- Supertaça de Portugal de Basquetebol